# Großhartmannsdorf
Großhartmannsdorf é um município da Alemanha, situado no distrito de  Mittelsachsen, no estado da Saxônia. Tem 32,23 km² de área, e sua população em 2019 foi estimada em 2.474 habitantes.